# Giants (Chicane)
Giants is het vierde studioalbum van de Britse danceartiest Chicane. Het album werd uitgebracht op 2 augustus 2010 en telt 12 nummers.
Er zijn vier nummers van het album uitgebracht als single.
In het Verenigd Koninkrijk bereikte het album de 35e plek en in de Britse Dance Albums-hitlijsten zelfs de tweede plek.

## Nummers
Het album bevat de volgende nummers:
| 1.                   | Barefoot                    |                  | 6:04 |
| 2.                   | Middledistancerunner        | Adam Young       | 5:52 |
| 3.                   | Come Back                   | Paul Young       | 7:28 |
| 4.                   | What am I Doing Here? Pt. 1 | Blandine         | 3:45 |
| 5.                   | Giants                      |                  | 7:01 |
| 6.                   | Poppiholla (5am)            |                  | 5:06 |
| 7.                   | So Far Out to Sea           | Tracy Ackerman   | 5:37 |
| 8.                   | Where Do I Start?           | Blandine         | 4:31 |
| 9.                   | From Where I Stand          | Lucie Kay, Kerry | 6:38 |
| 10.                  | Hiding All the Stars        | Natasha Andrews  | 5:43 |
| 11.                  | What am I Doing Here? Pt.2  | Lemar            | 6:26 |
| 12.                  | Titles                      |                  | 4:26 |
| Totale duur: 1:08:22 |                             |                  |      |

## Medewerkers
- Nick Bracegirdle – componist, producent
- Adam Young, Paul Young - vocalisten
- Blandine, Kerry, Lemar, Lucie Kay, Natasha Andrews - vocalisten